# Erik Brec
Erik Brec (ur. 30 października 1982 w Rijece) – chorwacki wioślarz.

## Osiągnięcia
- Mistrzostwa Świata Juniorów – Zagrzeb 2000 – dwójka ze sternikiem – 4. miejsce[1].
- Mistrzostwa Świata – Eton 2006 – ósemka – 15. miejsce[1].
- Mistrzostwa Europy – Ateny 2008 – dwójka bez sternika – 8. miejsce[1].